# Földényi László
Földényi László (Gödöllő, 1895. október 18. – Alsóörs, 1960. július 23.) magyar színész.

## Életútja
Apja Földényi Béla bonviván volt, anyja Humpfner Hermin. Iskoláit a nagyenyedi Bethlen Gábor Kollégiumban végezte. 1914-ben végezte el a Színészakadémiát, majd Kassára szerződött szerelmes színésznek, ahonnan 1915-ben mint zászlós az orosz frontra, majd orosz fogságba került. Megtanult oroszul és a magyar költőket szavalta Szentpéterváron és Moszkvában. 1918-ban Zátony Kálmánnal együtt színtársulatot hozott létre hadifoglyokból, akikkel népszínműveket és operetteket mutattak be. 1921-ben Leningrádban feleségül vette Anasztázia Alexandrovát.
Fogságából hazatérve, 1922-ben a Vígszínház tagjai sorába szerződtették. 1925–26-ban a Belvárosi Színház, 1927–29-ben a Szegedi Nemzeti Színház tagja volt. 1930-ban a kolozsvári magyar színháznál, majd 1934 és 1939 között a Magyar Színháznál szerepelt. 1939-ben a Városi Színház tagja lett, 1940-ben visszatért a Magyar Színházhoz, majd az Új Magyar Színház tagja volt 1944-ig. Fellépett a Vígszínházban, 1945-től az Új Színházban játszott, ezután újból a Magyar Színház, majd a Vidám Színházban szerepelt. 1946 és 1949 között a Művész Színház, 1950-51-ben a Belvárosi, 1952-től 1960-ig  Magyar Néphadsereg Színházának művésze volt.

## Fontosabb színházi szerepei
- János (Molnár Ferenc: Az ördög)
- Konstantin (Herczeg Ferenc: Bizánc)
- Armand Duval (ifj. Alexandre Dumas: A kaméliás hölgy)
- Lvov (Csehov: Ivanov)
- Geyer doktor (Hauptmann: Naplemente előtt)
- Polgármester (Dürrenmatt: Az öreg hölgy látogatása)

## Filmszerepei
- Budai cukrászda (1935) - Sziráky János öccse, festőművész
- Budapest fürdőváros (1935, rövid) - éttermi vendég
- Légy jó mindhalálig (1936) - postai hivatalnok
- Három sárkány (1936) - Déry báró
- Pogányok (1936) - Thonuzóba vezér
- Az én lányom nem olyan (1937) - a Mexikan bár tulajdonosa
- Segítség, örököltem! (1937) - Jean, főkomornyik Bartháéknál
- Úrilány szobát keres (1937) - Dr. Pápai László ügyvéd
- Két fogoly (1937) - hadifogoly
- Pillanatnyi pénzzavar (1937-38) - Szénássy Ferenc, mérnök / Stuck Tódor
- Az örök titok (1938) - ügyész
- 13 kislány mosolyog az égre (1938) - vezérigazgató
- Álomsárkány (1939)
- Pénz áll a házhoz (1939) - Demeter Károly
- Két lány az utcán (1939) - Kártély Gyöngyi apja
- Áll a bál (1939) - varsói követ
- Fűszer és csemege (1939) - Gadnai, hitelező
- Sarajevo (1940) - magyar tiszt
- Dankó Pista (1940) - Nikoláj, Rózsi ál-vőlegénye
- Ismeretlen ellenfél (1940)
- Te vagy a dal (1940)
- Vissza az úton (1940) - Bratt, kémfőnök
- Elnémult harangok (1940) - orosz gróf a bálon
- Akit elkap az ár (1941) - Horváth Ferenc igazgató
- A kegyelmes úr rokona (1941) - ügyvéd
- Leányvásár (1941) - válóperes bíró
- Szabotázs (1941)
- Életre ítéltek! (1941) - börtönigazgató
- Miért? (1941) - ügyvéd
- Régi keringő (1941) - Bakonyi Péter
- Behajtani tilos! (1941-42) - garázsmester
- Tavaszi szonáta (1942) - Pálos Bálint, földbirtokos
- Futótűz (1943) - Bartha István, Ákos apja
- Madách - Egy ember tragédiája (1944) - Rákóczi János, Kossuth titkára
- Forró mezők (1949) - Fábián
- Tűz (1948) - Incze vezérigazgató
- Díszmagyar (1949) - Kovács
- Déryné (1951)
- Gyarmat a föld alatt (1951) - Brudermann Róbert
- A harag napja (1953) - Bagyi Kovács
- Föltámadott a tenger (1953) - a képviselőház elnöke
- Rokonok (1954) - zsarátnoki úr
- Dollárpapa (1956)
- Fekete szem éjszakája (1959)
- Felfelé a lejtőn (1959)